# Бичюлайтис, Видас
Видас Бичюлайтис (лит. Vidas Bičiulaitis; род. 11 августа 1971, Каунас) — советский и литовский боксёр, представитель нескольких весовых категорий от наилегчайшей до лёгкой. Выступал за национальные сборные СССР и Литвы по боксу в 1989—2003 годах, бронзовый призёр чемпионата мира, победитель и призёр многих турниров международного значения, участник летних Олимпийских игр в Сиднее.

## Биография
Видас Бичюлайтис родился 11 августа 1971 года в Каунасе, Литовская ССР.
Первого серьёзного успеха на взрослом международном уровне добился в сезоне 1989 года, когда вошёл в состав сборной Советского Союза и побывал на Мемориале Феликса Штамма в Варшаве, откуда привёз награду бронзового достоинства, выигранную в наилегчайшей весовой категории.
В 1990 году в легчайшем весе взял бронзу на международном турнире «Таммер» в Тампере, был лучшим на чемпионате Балтии.
После распада СССР вошёл в основной состав литовской национальной сборной. Так, в 1992 году с командой Литвы выиграл серебряную медаль на международном турнире «Таммер» в Тампере. Пытался пройти отбор на Олимпийские игры в Барселоне, однако на европейском квалификационном Кубке химии в Галле сумел дойти только до стадии четвертьфиналов легчайшей весовой категории, проиграв ирландцу Уэйну Маккаллоху.
В 1995 году стал чемпионом Литвы в полулёгком весе, выиграл серебряную медаль на Мемориале Феликса Штамма в Варшаве, завоевал бронзовую медаль на чемпионате мира в Берлине.
В 1996 году принял участие в чемпионате Европы в Вайле, но проиграл уже в первом бою Яношу Надю.
В 1997 году боксировал на международном турнире «Таммер» в Тампере и на мировом первенстве в Будапеште, где в 1/8 финала досрочно проиграл местному венгерскому боксёру Иштвану Ковачу.
В 1998 году в полулёгком весе одержал победу на международном турнире «Трофео Италия» в Местре, выиграл бронзовую медаль на Мемориале Феликса Штамма в Варшаве, дошёл до четвертьфинала на европейском первенстве в Минске и проиграл россиянину Саяну Санчату со счётом 4:7.
В 1999 году был лучшим на международном турнире Gee-Bee в Хельсинки, на международном турнире в Каунасе, на Кубке Акрополиса в Афинах, тогда как на чемпионате мира в Хьюстоне в 1/8 финала уступил тайцу Сомлуку Камсингу.
Благодаря череде удачных выступлений удостоился права защищать честь страны на летних Олимпийских играх 2000 года в Сиднее — уже в стартовом поединке категории до 57 кг со счётом 5:9 потерпел поражение от россиянина Камиля Джамалутдинова и сразу же выбыл из борьбы за медали.
После сиднейской Олимпиады Бичюлайтис остался в составе боксёрской команды Литвы на ещё один олимпийский цикл и продолжил принимать участие в крупнейших международных турнирах. Так, в 2001 году в лёгком весе он победил на турнире Альгирдаса Шоцикаса в Каунасе, выступил на мировом первенстве в Белфасте, где в четвертьфинале был побеждён украинцем Владимиром Колесником.
В 2002 году боксировал на европейском первенстве в Перми, проиграв в четвертьфинале болгарину Борису Георгиеву.
На чемпионате мира 2003 года в Бангкоке в 1/8 финала лёгкого веса потерпел поражение от корейца Пэк Джон Сопа.
Впоследствии занимался тренерской и административной деятельностью, участвовал в муниципальных выборах от партии «Порядок и справедливость».